# Jack Villafuerte
Jack Villafuerte (Guayaquil, Provincia del Guayas, Ecuador, 11 de octubre de 1981) es un exfutbolista ecuatoriano. Jugaba de delantero y su primer equipo fue Emelec.

## Trayectoria

### Inferiores
Teniendo 17 años, en 1998, se unió a las divisiones menores del Club Sport Emelec. En 1999 jugó en la Sub-18 del equipo, mientras que en el 2000 y 2001 jugó la Sub-20.

### Profesionalismo
El 2001 debutó con Emelec en la Serie A de Ecuador, jugando tres partidos y formando parte del equipo que finalmente se coronó campeón de Ecuador.

#### Emelec
En Emelec jugó un total de 95 partidos oficiales:

1999: 35 partidos en Sub-18 (12 goles).

2000: 29 partidos en Sub-20 (7 goles).

2001: 31 partidos en Sub-20 (10 goles).

2001: 3 partidos en Serie A de Ecuador.

### Segunda Categoría
A partir del 2002 jugó en Segunda Categoría, al ir a Santa Rosa FC de la provincia de El Oro, donde diputó 3 partidos (2 goles). El 2003 fue al Montenegro Fútbol Club de Samborondón-Guayas,  jugando ese año 15 partidos (13 goles), mientras que el 2004 jugó en 10 ocasiones (4 goles).
Luego de haber jugado 123 partidos en su carrera, anotado 48 goles, y teniendo como principal éxito ser campeón de Ecuador el 2001, se retira del fútbol teniendo 23 años y decide dedicarse a otros asuntos.

## Clubes
| Club          | País    | Año       |
| ------------- | ------- | --------- |
| Emelec        | Ecuador | 2001      |
| Santa Rosa FC | Ecuador | 2002      |
| Montenegro FC | Ecuador | 2003-2004 |

## Palmarés

### Campeonatos nacionales
| Título             | Club   | País    | Año  |
| ------------------ | ------ | ------- | ---- |
| Serie A de Ecuador | Emelec | Ecuador | 2001 |